# 동갈화항
동갈화항은 경상남도 남해군 고현면 갈화리에 있는 어항이다. 1995년 7월 6일 지방어항으로 지정하여 관리하고 있다. 시설관리자는 남해군수이다.

## 어항 연혁
- 동갈화항이 위치한 갈화리는 약간의 산지와 평지로 이루어진 반농반어촌이다. 북서쪽으로 남해와 접해 있다. 마을 남서쪽으로 망운산에서 뻗어나온 산 줄기가 뒷산을 이루고 있다. 자연마을로 새터모, 큰, 갈화 마을이 있다. 새터모는 새로 된 마을이라 하여 붙여진 이름이다. 큰마을은 갈화리에서 가장 큰 마을이라 하여 이름 붙여졌다. 갈화 마을은 가는 곶이로 되었다 하여 붙여진 지명이다.

## 어항 시설
- 방파제 328m, 호안 170m

## 주요 어종
- 보리새우, 도다리, 볼락, 노래미